# Heinrich Adolph Grimm
Heinrich Adolph Grimm (* 1. September 1747 in Siegen; † 29. August 1813 in Ratingen-Homberg) war ein deutscher evangelischer Theologe und Orientalist.

## Leben
Heinrich Adolph Grimm wurde am 1. September 1747 in Siegen im Fürstentum Nassau als Sohn des geistlichen Inspektors, Konsistorialrats und 1. Predigers in Siegen Johann Hermann Grimm (1704–1782) geboren. Von 1766 an studierte er an der Universität Marburg Theologie und beschäftigte sich mit orientalistischen Studien.
Nach der Beendigung seines Studiums wurde er 1774 Rektor am Pädagogium zu Siegen, bis er 1777 als Rektor des Akademischen Gymnasiums Duisburg (heute Landfermann-Gymnasium) angenommen wurde. Bereits 1779 wurde er als Professor der (evangelischen) Theologie und 1800 (nach dem Tod von Johann Peter Berg) Professor der Kirchengeschichte und der orientalischen Sprachen an der alten Duisburger Universität.
Grimm war viermal (1787, 1797, 1805, 1810) Rektor der Universität Duisburg und setzte sich in dieser Eigenschaft mehrfach für den Ausbau der Universität ein. Als Napoleon am 2. November 1811 Duisburg besuchte, war er zusammen mit dem Rektor Günther Teil einer Delegation der Universität, die dem Kaiser beim Frühstück die schwierige Lage der Universität schilderte. Alle Bemühungen halfen jedoch nichts. Grimm musste den Niedergang der Universität erleben. Er war der letzte Theologieprofessor, ehe die gesamte Universität im Jahre 1818 geschlossen wurde.
Grimm hat zahlreiche Schriften zur semitischen Sprachforschung und zur Erklärung des Alten Testaments hinterlassen. Doch war er auch auf anderen Gebieten literarisch tätig. Mit seinem Kollegen Philipp Ludwig Muzel zum Beispiel gab er 1787 und 1788 die Zeitschrift Stromata, eine Unterhaltungsschrift für Theologen heraus.

## Werke
- Etwas von dem Nutzen einer Schulbibliothek. Gießen 1775. (Digitalisat)
- Stromata. Eine Unterhaltungsschrift für Theologen. Benthon, Duisburg 1787. (Digitalisat)
- Kurze Erklärung der Geschichte von den Magiern Matth. II. 1 - 12. Benthon, Duisburg 1788. (Digitalisat)
- Neue Syrische Chrestomathie mit einem Glossarium. Meyer, Lemgo 1795. (Digitalisat)
- Chaldäische Chrestomathie: zur leichtern Erlernung der Chaldäischen Sprache mit vollständigem Glossarium. Meyer, Lemgo 1801. (Digitalisat)
- Jonae et Obadiae oracula syriace. Bädeker & Küürzel, Duisburg 1805. (Digitalisat)
- Neues griechisches Lesebuch zur Erleichterung und Unterhaltung für die ersten Anfänger eingerichtet. - Digitalisierte Ausgabe der Universitäts- und Landesbibliothek Düsseldorf